# Sloppy Joe's
Sloppy Joe's è uno storico bar di Key West.
Il bar è famoso per esser stato una delle mete preferite di Ernest Hemingway quando visse nell'isola della Florida tanto da essere il luogo in cui conobbe Martha Gellhorn e nel quale è stato ritrovato un archivio contenente quattro racconti inediti, bozze di manoscritti, foto, lettere ed altri effetti personali del premio Nobel statunitense.
Lo Sloppy Joe's venne aperto il 5 dicembre 1933, il giorno stesso in cui fu abrogato il proibizionismo, da Joe Russell, un gestore di speakeasy illegali, in un edificio diverso da quello attuale nel quale si è trasferito nel 1937.

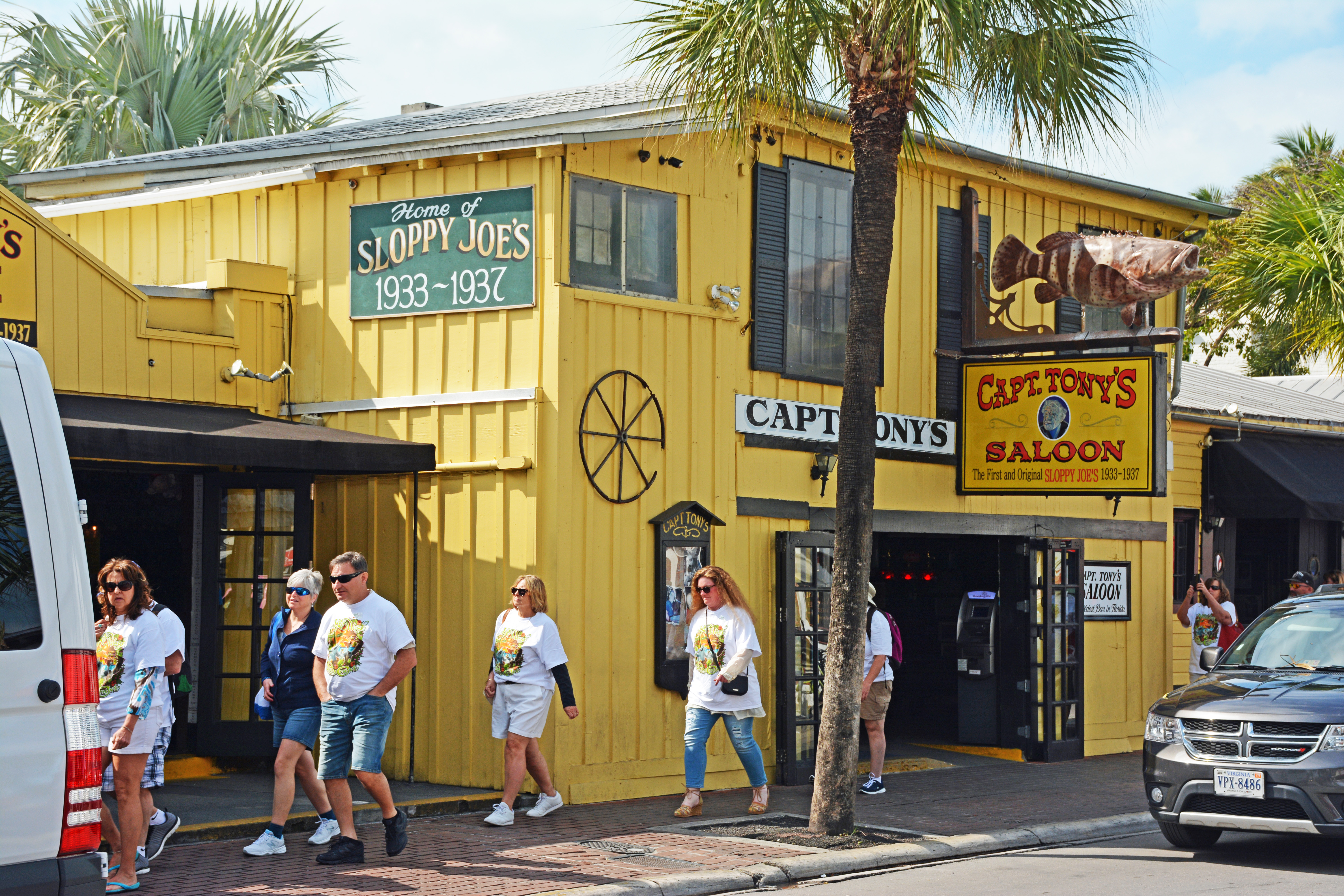
La sede originaria

Il 1 novembre 2006 è stato aggiunto al National Register of Historic Places.